# 托塔維斯塔 (新墨西哥州)
托塔維斯塔（英語：Totah Vista）是位於美國新墨西哥州聖胡安縣的普查規定居民點。

## 人口
根據2020年美國人口普查的數據，托塔維斯塔的面積為1.50平方千米，當中陸地面積為1.48平方千米，而水域面積為0.02平方千米。當地共有人口288人，而人口密度為每平方千米192人。